# Medalla per la Distinció en la Protecció de l'Ordre Públic
La Medalla per la Distinció en la Protecció de l'Ordre Públic (rus: Медаль «За отличие в охране общественного порядка») és una condecoració estatal de la Federació Russa, retinguda del sistema de condecoracions de la Unió Soviètica, establerta per reconèixer el servei destacat pels membres dels cossos en defensa de la llei o per civils per valentia assistint en personal en defensa de la llei.

## Història de la condecoració
La medalla Per la Distinció en la Protecció de l'Ordre Públic va ser establerta per decret del Presídium del Soviet Suprem de la URSS de l'1 de novembre de 1950. Els estatuts van ser arranjats el 18 de juliol de 1980 per decret del Presídium del Soviet Suprem de la URSS Nº 2523-X.
Va ser mantingut al sistema de condecoracions de Rússia després de la dissolució de la URSS per decret del President de la Federació Russa Nº 442 del 2 de març de 1994, i posteriorment confirmat per decret presidencial Nº 19 del 6 de gener de 1999.
El decret presidencial Nº1099 del 7 de setembre de 2010 corregí tot el sistema de condecoracions russes, incloent canvis als estatuts de la medalla.

## Estatuts originals de la medalla
La medalla Per la Distinció en la Protecció de l'Ordre Públic era atorgada a soldats i oficials d'aplicació de la llei i a soldats de les tropes de l'interior pels èxits assolits en la protecció de l'ordre públic i la lluita contra el crim; també podia ser atorgada a membres de la Guàrdia del Poble voluntària, així com a d'altres ciutadans per la participació activa en la protecció de l'ordre públic i per mostrar valentia i dedicació. Era concedida en nom del Presídium del Soviet Suprem de la URSS i d'altres repúbliques soviètiques.
La medalla Per la Distinció en la Protecció de l'Ordre Públic era atorgada per:
- valentia i dedicació mostrades durant el desmantellament de grups criminals i la detenció de delinqüents;
- experiència i expertesa mostrades en la preparació i conducció d'operacions dirigides a prevenir delictes;
- treball actiu i investigació sobre les causes i les condicions propícies per a delictes;
- organització hàbil de les unitats d'assumptes interns i les forces internes per a la protecció de l'ordre públic i la lluita contra la delinqüència;
- excel·lent exercici de les funcions en els òrgans d'assumptes interns o en les forces internes de les unitats;
- participació activa en la protecció de l'ordre públic i la demostració de coratge i desinteressament,
- participació activa en la lluita contra les bretolades, les borratxeres, el robatori de propietats socialistes i personals, la violació de les regles del comerç, l'especulació, la destil·lació i altres delictes perjudicials per a la societat.

La medalla soviètica es portava a la part esquerra del pit i se situava immediatament després de la Medalla al Servei Distingit en la Vigilància de les Fronteres de l'Estat. Es podia concedir pòstumament a la família supervivent d'un membre mort en la línia del deure.

## Estatuts moderns de la Federació Russa
La Medalla "Per a la distinció en la protecció de l'ordre públic" s'atorga als empleats del Ministeri de l'Interior de la Federació Russa, als soldats de les tropes internes del Ministeri d'Afers Interns de la Federació Russa, a altres tropes per valor i valentia exhibides per mantenir l'ordre públic i combatre la delinqüència, d'altes prestacions al servei, així com a altres ciutadans per la seva assistència al Ministeri de l'Interior de la Federació Russa en els seus esforços per protegir l'ordre públic.
L'Ordre de Precedència de la Federació Russa dicta que la medalla “Per a la distinció en protecció de l'ordre públic” s'ha de portar al costat esquerre del pit amb altres medalles immediatament després de la medalla "Defensor d'una Rússia Lliure".

## Descripció de la medalla
La medalla "Per a la distinció en la protecció de l'ordre públic" és una medalla de plata circular de 32 mm de diàmetre. A l'anvers, la inscripció de cinc línies "PER DISTINCIÓ EN LA PROTECCIÓ DE L'ORDRE PÚBLIC" (rus: "ЗА ОТЛИЧИЕ В ОХРАНЕ ОБЩЕСТВЕННОГО ПОРЯДКА"), la inscripció està envoltada d'una corona de branques de roure i llorer després de la circumferència de la medalla. amb una cinta, a la part inferior sobre la cinta, un escut. El revers és clar, tret del relleu "№" amb una línia horitzontal per al número de sèrie de l'adjudicació.
El disseny soviètic es diferenciava de la variant actual per l'omissió de la corona de llorer i roure de l'anvers i l'addició d'una petita estrella de cinc puntes a prop de la part superior de la inscripció. Al seu revés portava la imatge en relleu de l'Escut de la Unió Soviètica sobre la inscripció en relleu "URSS" (rus : «СССР»).
La medalla queda suspesa a un munt pentagonal estàndard rus per un anell a través del llaç de suspensió de la medalla. La muntura està coberta per una cinta de moaré de seda blava de 24 mm d'ample superposada amb ratlles de vora vermella de 5 mm i dues ratlles centrals de 1 mm.